# Tjizjovka-Arena
Tjizjovka-Arena (ryska: Чижо́вка-Аре́на), även Tjyzjoŭka-Arena (belarusiska: Чыжоўка-Арэна), är en multiarena i Belarus huvudstad Minsk. Arenan är främst avsedd för konserter, ishockey och andra inomhusidrotter. Arenan har en kapacitet på drygt 9 500 personer vid idrottsevenemang. Tjizjovka-Arena var tillsammans med Minsk-Arena värd för ishockey-VM 2014.